# Jean Justin Monlezun
Jean Justin Monlezun (* 1800 in Aignan; † 3. Juni 1859 in Auch) war ein französischer Kanoniker und Amateurhistoriker. Er ist der Autor des Monumentalwerks „L’Histoire de la Gascogne depuis les temps les plus reculés jusqu’à nos jours“, das in Auch zwischen 1846 und 1859 erschien.
Monlezun war Priester in Castelnau-d’Arbieu, später in Barran. Aufgrund seiner Arbeiten zur Geschichte der Gascogne wurde er vom Erzbischof von Auch, Nicolas-Augustin de la Croix d’Azolette, zum Titulardomherrn an der Kathedrale von Auch ernannt und dadurch von seinem Priesteramt freigestellt.

## L’Histoire de la Gascogne
Monlezuns „Geschichte der Gascogne von den ältesten Zeiten bis zu unseren Tagen“ umfasst 6 Bände und einen Ergänzungsband. Es wird auch heute noch häufig benutzt, obwohl es als Quelle eher unbrauchbar ist:
- Montlezun stützt sich für die Zeit des frühen Mittelalters auf die Charta von Alaon, die wenige Jahre nach Erscheinen des Werks (1856) von Joseph-François Rabanis als Fälschung des 17. Jahrhunderts entlarvt wurde.
- Darüber hinaus gibt Monlezun in seinem Werk zahlreiche Fakten an, die er nicht belegt und zu denen auch keine Belege bekannt sind.

## Weitere Werke
- Notice historique de Notre-Dame de Caillan (1857),
- Notice sur la ville de Fleurance,
- Vie des saints évêques de la métropole d’Auch